# (100396) 1995 YH5
(100396) 1995 YH5 es un asteroide perteneciente al cinturón de asteroides, descubierto el 16 de diciembre de 1995 por el equipo del Spacewatch desde el Observatorio Nacional de Kitt Peak, Arizona, Estados Unidos.

## Designación y nombre
Designado provisionalmente como 1998 UE39.

## Características orbitales
1995 YH5 está situado a una distancia media del Sol de 2,377 ua, pudiendo alejarse hasta 2,861 ua y acercarse hasta 1,893 ua. Su excentricidad es 0,203 y la inclinación orbital 0,184 grados. Emplea 1339 días en completar una órbita alrededor del Sol.

## Características físicas
La magnitud absoluta de 1995 YH5 es 16,9.